# 2010: Odyseja kosmiczna (film)
2010: Odyseja kosmiczna – film fantastycznonaukowy z 1984 roku w reżyserii Petera Hyamsa. Powstał na podstawie powieści 2010: Odyseja kosmiczna autorstwa Arthura C. Clarke’a. Film jest sequelem produkcji Stanleya Kubricka, 2001: Odyseja kosmiczna.

## Fabuła
Mija 9 lat po tragicznej wyprawie statku Discovery One. W jego ślady rusza radziecka wyprawa ratownicza na statku Leonow, która zabiera na pokładzie także amerykańskich naukowców, m.in. twórcę HAL-9000 i dr Heywooda Floyda. Jej celem jest zbadanie przyczyny awarii komputera HAL 9000 oraz zbliżenie się i analiza tajemniczego monolitu na orbicie Jowisza. Podczas lotu dowiadujemy się, że na Ziemi trwa konflikt między Stanami Zjednoczonymi a ZSRR. Amerykanie mają lecieć swoim statkiem, a Rosjanie swoim. Na kilka dni przed odlotem z okolic Jowisza dr Heywoodowi ukazuje się Dave Bowman – kapitan statku Discovery One – który nakazuje wcześniejszy odlot. Aby odlecieć musieli złamać zakaz i połączyć oba statki. Tajemnicze monolity o regularnych kształtach pomnażają się i „zjadają” Jowisza. Zamiast niego powstaje świetlista kula podobna do słońca. Ze statku Discovery – który został w okolicach Jowisza – zostaje wysłany sygnał w kierunku Ziemi: Wszystkie te światy są wasze. Nie wolno wam jedynie lądować na Europie. Korzystajcie z nich mądrze - korzystajcie z nich w pokoju.

## Obsada
- Roy Scheider jako Heywood Floyd
- John Lithgow jako dr Walter Curnow
- Helen Mirren jako Tanya Kirbuk
- Bob Balaban jako dr R. Chandra
- Keir Dullea jako Dave Bowman
- Douglas Rain jako HAL 9000 (głos)
- Madolyn Smith jako Caroline Floyd
- Sawielij Kramarow jako dr Vladimir Rudenko
- Taliesin Jaffe jako Christopher Floyd
- James McEachin jako Victor Milson
- Mary Jo Deschanel jako Betty Fernandez
- Elya Baskin jako Maxim Brajlovsky
- Dana Elcar jako Dimitri Moisevitch
- Oleg Rudnik jako dr Vasili Orlov
- Natasha Shneider jako Irina Yakunina
- Vładimir Skomarowski jako Yuri Svetlanov
- Victor Steinbach jako Nikolaj Ternovsky
- Candice Bergen jako SAL 9000 (głos)

## Nagrody
Film otrzymał nagrodę Hugo w kategorii najlepsza prezentacja dramatyczna w 1985 roku.